# Escut dels Guiamets

Escut oficial dels Guiamets

Escut caironat: d'or, una olivera arrencada de sinople fruitada de sable; el cap de sable. Per timbre una corona mural de poble.

L'escut oficial dels Guiamets té el següent blasonament:
Escut caironat: d'or, una olivera de sinople; el cap de sable. Per timbre una corona mural de vila.

## Història
L'olivera és el senyal tradicional de l'escut del poble; de fet, els Guiamets es dedica principalment a l'agricultura, especialment a la producció de vi (actualment dins de la Denominació d'Origen Qualificada Priorat) i oli d'oliva. Fins al segle xviii va formar part del municipi de Tivissa, que pertanyia a la baronia d'Entença; precisament el camper d'or amb cap de sable són les armes dels barons.